# شائو چانچون
شائو چانچون (انگلیسی: Shao Changchun؛ زاده ) یک نمایشگاه‌گردان اهل چین است.